# Équipe d'Argentine de football à la Coupe des confédérations 1992
L'équipe d'Argentine de football participe à sa 1re Coupe des confédérations lors de l'édition 1992 qui se tient en Arabie saoudite du 15 octobre 1992 au 20 octobre 1992. Elle se rend à la compétition en tant que vainqueur de la Copa América 1991.
Quatre équipes sont engagées ainsi la Coupe des confédérations 1992 débute au stade des demi-finales. Les Argentins éliminent la Côte d'Ivoire, champion d'Afrique en titre, puis ils s'adjugent la première édition en battant le pays-hôte 3-1 en finale.

## Résultats

### Demi-finale
| 16 octobre 1992           | Argentine | 4 - 0   | Côte d'Ivoire | Stade International Roi Fahd, Riyad              |                                                  |
| Historique des rencontres | Batistuta 2e, 10e · Altamirano 67e · Acosta 81e                                                                                                   |         | | Spectateurs : 15 000 Arbitrage : Jamal Al Sharif | Spectateurs : 15 000 Arbitrage : Jamal Al Sharif |
| Historique des rencontres | (Rapport) |         | | Spectateurs : 15 000 Arbitrage : Jamal Al Sharif | Spectateurs : 15 000 Arbitrage : Jamal Al Sharif |
| Historique des rencontres | Goycochea - Vázquez 13e, Altamirano, Basualdo, Ruggeri - Redondo, Villarreal ( 75e Cagna), Simeone, Rodriguez ( 67e Acosta) - Caniggia, Batistuta | Équipes | Gouaméné - Aka Kouamé, Diaby, Sam Abouo 5e, 51e, Dao - Gadji 44e, Kassi-Kouadio, Maguy, Sié - Ben Salah, A.Traoré | Spectateurs : 15 000 Arbitrage : Jamal Al Sharif | Spectateurs : 15 000 Arbitrage : Jamal Al Sharif |

### Finale
| 20 octobre 1992           | Argentine | 3 - 1   | Arabie saoudite | Stade International Roi Fahd, Riyad            |                                                |
| Historique des rencontres | Rodriguez 18e · Caniggia 24e · Simeone 64e |         | Owairan 65e | Spectateurs : 75 000 Arbitrage : Lim Kee Chong | Spectateurs : 75 000 Arbitrage : Lim Kee Chong |
| Historique des rencontres | (Rapport) |         | | Spectateurs : 75 000 Arbitrage : Lim Kee Chong | Spectateurs : 75 000 Arbitrage : Lim Kee Chong |
| Historique des rencontres | Goycochea - Vázquez, Altamirano, Basualdo 62e, Ruggeri - Redondo, Villarreal ( 81e Cagna), Simeone 28e, Rodriguez ( 73e Acosta) - Caniggia, Batistuta | Équipes | Al-Otaibi - Al-Dosari, Al-Alawi, Al-Roomi - Amin 47e, Al-Khilaiwi, AAl-Bishi ( 67e Al-Rozan), Al-Muwallid, Al-Hazaa - Owairan, Al-Jaber ( 65e Al-Mehallel) | Spectateurs : 75 000 Arbitrage : Lim Kee Chong | Spectateurs : 75 000 Arbitrage : Lim Kee Chong |

## Effectif
Sélectionneur : Alfio Basile
| No. | Pos.      | Joueur               | Date de naissance et âge | Sélec. | Club                   |
| --- | --------- | -------------------- | ------------------------ | ------ | ---------------------- |
| 1   | Gardien   | Sergio Goycochea     | 17 octobre 1963          |        | Cerro Porteño          |
| 2   | Défenseur | Sergio Vázquez       | 23 novembre 1965         |        | CA Rosario Central     |
| 3   | Défenseur | Ricardo Altamirano   | 12 décembre 1965         |        | River Plate            |
| 4   | Défenseur | Fabián Basualdo      | 26 février 1964          |        | River Plate            |
| 5   | Milieu    | Fernando Redondo     | 6 juillet 1969           |        | CD Tenerife            |
| 6   | Défenseur | Oscar Ruggeri        | 26 janvier 1962          |        | AC Ancône              |
| 7   | Attaquant | Claudio Caniggia     | 9 janvier 1967           |        | AS Rome                |
| 8   | Milieu    | José Luis Villarreal | 17 mars 1966             |        | Boca Juniors           |
| 9   | Attaquant | Gabriel Batistuta    | 1er février 1969         |        | Fiorentina             |
| 10  | Milieu    | Diego Simeone        | 28 avril 1970            |        | Séville FC             |
| 11  | Milieu    | Diego Cagna          | 19 avril 1970            |        | CA Independiente       |
| 12  | Gardien   | Luis Islas           | 22 décembre 1965         |        | CA Independiente       |
| 14  | Attaquant | Alberto Acosta       | 23 août 1966             |        | San Lorenzo de Almagro |
| 15  | Défenseur | Jorge Borelli        | 2 novembre 1964          |        | Racing Club Avellaneda |
| 16  | Attaquant | Claudio García       | 24 août 1963             |        | Racing Club Avellaneda |
| 18  | Défenseur | Néstor Craviotto     | 6 octobre 1963           |        | CA Independiente       |
| 20  | Milieu    | Leonardo Rodríguez   | 28 août 1966             |        | Atalanta Bergame       |
| 21  | Gardien   | Fabián Cancelarich   | 30 décembre 1965         |        | CA Belgrano            |